# تاموتسو ۹۰۹۶
سیارک ۹۰۹۶ (به انگلیسی: 9096 Tamotsu، نامگذاری:1995XE1) نه هزار و نود و ششمین سیارک کشف شده‌است که در ۱۵ دسامبر ۱۹۹۵ کشف شد.
قدر مطلق سیارک برابر ۴۶.۷ است.